# Talsperre Cruz del Eje
Die Talsperre Cruz del Eje bzw. Talsperre Arturo Illia (spanisch Represa Cruz del Eje bzw. Dique Cruz del Eje oder Dique Arturo Illia) ist eine Talsperre mit Wasserkraftwerk in der Provinz Córdoba, Argentinien. Sie staut den Río Cruz del Eje zu einem Stausee auf. Die Stadt Cruz del Eje liegt rund 7 km nordwestlich der Talsperre.
Die Talsperre dient der Bewässerung, der Trinkwasserversorgung und der Stromerzeugung. Mit dem Bau der Talsperre wurde im März 1940 begonnen. Sie wurde im Dezember 1943 fertiggestellt. Am 3. Juli 1944 wurde sie durch den damaligen Präsidenten Argentiniens, Edelmiro Julián Farrell, eingeweiht. Die Talsperre wurde nach einem ehemaligen Vizegouverneur der Provinz Córdoba, Arturo Umberto Illia, benannt.

## Absperrbauwerk
Das Absperrbauwerk besteht aus einer Pfeilerstaumauer aus Beton mit einer Länge von 860 m sowie einem Schüttdamm mit einer Länge von 2050 m. Die Mauerkrone liegt auf einer Höhe von 530 m über dem Meeresspiegel. Die Höhe des Bauwerks beträgt 40 m, die Gesamtlänge liegt bei 3080 m. Von 1977 bis 1980 erfolgte eine Renovierung des Bauwerks.

## Stausee
Bei Vollstau erstreckt sich der Stausee über eine Fläche von rund 12 km² und fasst 135 Mio. m³ Wasser.

## Kraftwerk
Das Maschinenhaus des Kraftwerks befindet sich am Fuß der Talsperre. Die installierte Leistung beträgt 1,2 MW. Die Generatoren der beiden Francis-Turbinen mit horizontaler Welle leisten jeweils maximal 0,6 MVA. Der maximale Durchfluss liegt bei 1,5 m³/s je Turbine. Das Kraftwerk wurde von 1956 bis 1958 errichtet.